# Bojary I
Bojary I (lit. Bajorai) − wieś na Litwie, w rejonie solecznickim, 3 km na południe od Turgieli, zamieszkana przez 6 ludzi. Przed II wojną światową w Polsce, w powiecie wileńsko-trockim województwa wileńskiego.